# Distrito de Vadodara
Vadodara (en guyaratí; વડોદરા જિલ્લો ) es un distrito de India en el estado de Guyarat . Código ISO: IN.GJ.VD.
Comprende una superficie de 7 549 km².
El centro administrativo es la ciudad de Vadodara.

## Demografía
Según censo 2011 contaba con una población total de 4 157 568 habitantes.